# Mathilde-Amivi Petitjean
Mathilde-Amivi Petitjean (sinh ngày 19 tháng 2 năm 1994) là một vận động viên trượt tuyết băng đồng thi đấu cho Togo. Cô từng thi đấu cho Togo tại Thế vận hội Mùa đông 2014 trong cuộc đua cổ điển 10 km. Petitjean kết thúc ở vị trí thứ 68 trong cuộc đua duy nhất của cô trong số 75 đối thủ cạnh tranh, gần mười phút sau người chiến thắng Justyna Kowalczyk của Ba Lan. Petitjean hy vọng rằng sự xuất hiện của cô sẽ giúp truyền cảm hứng cho giới trẻ châu Phi tham gia các môn thể thao mùa đông.
Petitjean được sinh ra ở Togo, với mẹ là người Togo. Cô đã được Liên đoàn trượt tuyết Togo liên lạc vào tháng 3 năm 2013 qua Facebook để thi đấu cho đất nước tại Thế vận hội Mùa đông. Petitjean đã sống phần lớn cuộc đời của mình ở Haute-Savoie, Pháp, nơi cô học trượt tuyết.
Cô cầm cờ Togo tại lễ khai mạc.
Cô thi đấu cho Pháp cho đến khi chuyển sang thi đấu cho Togo.
Vào tháng 10 năm 2021, Mathilde Petitjean là ứng cử viên của Ủy ban Vận động viên IOC.